# Курочка плямистобока
Курочка плямистобока (Porphyriops melanops) — вид журавлеподібних птахів родини пастушкових (Rallidae). Мешкає в Південній Америці. Раніше цей вид відносили до роду Курочка (Gallinula), однак за результатами молекулярно-філогенетичного дослідження 2014 року плямистобоку курочку було переведено до відновленого монотипового роду Porphyriops

## Опис

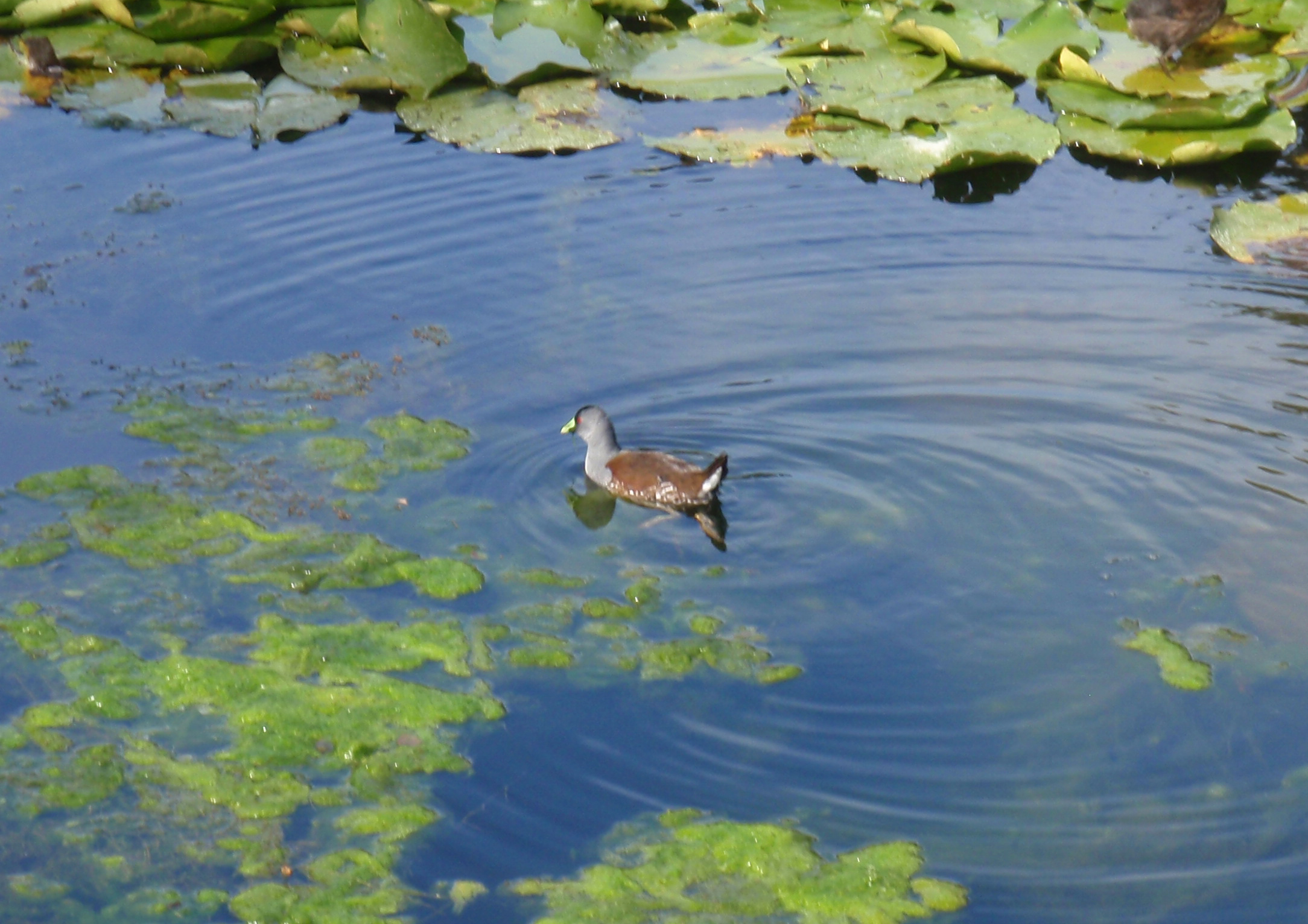
Плямистобока курочка

Довжина птаха становить 22—30 см, вага 154—225 г. Голова і груди сірі, верхня частина тіла коричнева, боки коричневі, поцятковані білими плямами. Дзьоб блідо-зелений, лапи жовтуваті, очі червоні. Молоді птахи мають більш тьмяне забарвлення, боки у них поцятковані білими плямками.

## Підвиди
Виділяють три підвиди:
- P. m. bogotensi Chapman, 1914 — Східний хребет Колумбійських Анд;
- P. m. crassirostris (Gray, JE, 1829) — Центральне Чилі і захід Центральної Аргентини;
- P. m. melanops (Vieillot, 1819) — східна Бразилія, Болівія, північна Аргентина, Уругвай, Парагвай, локально в Перу.

## Поширення і екологія
Плямистобокі курочки мешкають в Колумбії, Перу, Болівії, Бразилії, Аргентині, Чилі, Парагваї і Уругваї. Вони живуть у водно-болотних угіддях, зустрічаються на висоті до 3100 м над рівнем моря. Живляться водною рослинністю. Гніздо куполоподібне, розміщується в очереті або на березі водойми. В кладці від 4 до 8 білих яєць, поцяткованих темними плямами.
Плямистобокі курочки мають W-хромосому, яка є більшою за Z-хромосому, що є унікальним серед птахів.